# Asilus enitens
Asilus enitens är en tvåvingeart som beskrevs av Walker 1871. Asilus enitens ingår i släktet Asilus och familjen rovflugor.
Artens utbredningsområde är Egypten. Inga underarter finns listade i Catalogue of Life.